# Еріх Ташенмахер
Еріх Ташенмахер (нім. Erich Taschenmacher; 1 листопада 1919, Аурих — ?) — німецький офіцер-підводник, оберлейтенант-цур-зее крігсмаріне.

## Біографія
1 жовтня 1938 року вступив в крігсмаріне. Після проходження навчання в жовтні 1940 року призначений вахтовим офіцером лінкора «Шарнгорст». В березні-жовтні 1943 року пройшов курс підводника, після чого був направлений на навчання в 3-тю навчальну дивізію і 23-тю флотилію підводних човнів. В лютому 1944 року направлений на будівництво підводного човна U-775 для вивчення його конструкції. З 23 березня 1944 по 9 травня 1945 року — командир U-775, здійснив 2 походи (86 днів у морі).
Всього за час бойових дій потопив 2 кораблі загальною водотоннажністю 3226 тонн і пошкодив 1 корабель водотоннажністю 6991 тонна.
| Дата           | Назва корабля                | Тип               | Тоннаж | Вантаж                                                                                | Екіпаж | Загинули | Країна             | Конвой |
| -------------- | ---------------------------- | ----------------- | ------ | ------------------------------------------------------------------------------------- | ------ | -------- | ------------------ | ------ |
| 6 грудня 1944  | HMS Bullen (K469)            | Фрегат            | 1,300  |                                                                                       | 168    | 71       | Британська імперія |        |
| 28 лютого 1945 | Soreldoc                     | Торговий пароплав | 1,926  | Баласт                                                                                | 36     | 15       | США                |        |
| 6 березня 1945 | Empire Geraint (пошкоджений) | Торговий пароплав | 6,991  | 4635 тонн генеральних вантажів, у тому числі 2800 тонн морожених продуктів харчування | 64     | 0        | Британська імперія | MH-44  |

## Звання
- Кандидат в офіцери (1 жовтня 1938)
- Морський кадет (1 липня 1939)
- Фенріх-цур-зее (1 грудня 1939)
- Оберфенріх-цур-зее (1 серпня 1940)
- Лейтенант-цур-зее (1 квітня 1941)
- Оберлейтенант-цур-зее (1 квітня 1943)